# Nerina
Nerina  è un nome proprio di persona italiano femminile.

## Varianti
- Maschile: Nerino[1][2].

## Origine e diffusione

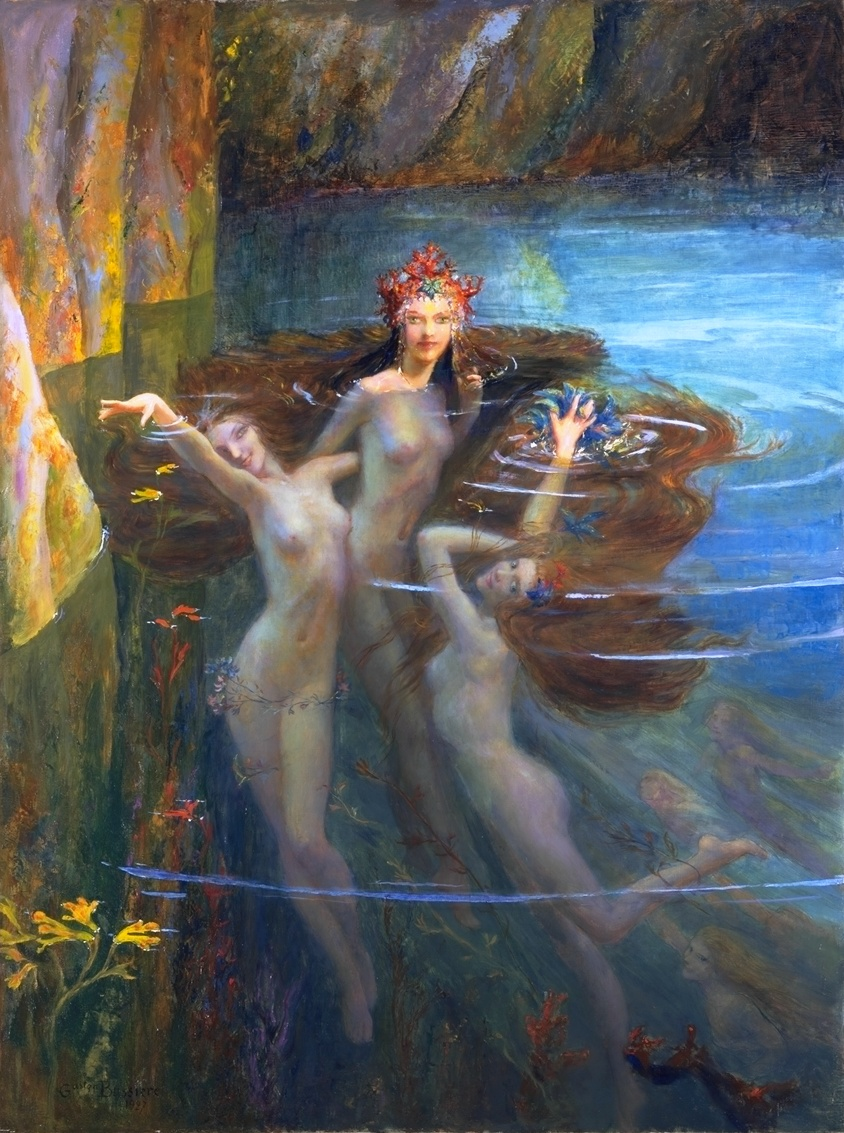
Le Nereidi

Nome di matrice letteraria, diffusosi principalmente grazie all'omonima fanciulla cantata da Giacomo Leopardi ne Le ricordanze e in parte per un personaggio del dramma pastorale Aminta di Torquato Tasso (opera dalla quale Leopardi trasse ispirazione per i nomi di Silvia e Nerina).
Etimologicamente deriva dal nome femminile latino Nerina o Nereina, tratto dal greco Nereine, di una Nereide, figura della mitologia greca, ninfa marina figlia del dio Nereo. Nerina ha dunque stessa origine del nome Nereo.
In piccola parte, tuttavia, Nerina può rappresentare il diminutivo del nome Nera (al maschile Neri). È inoltre accostato per tradizione popolare all'aggettivo "nero". In Sicilia Nerina è anche il diminutivo di Venerina, da Venera, santa patrona di Acireale.

## Onomastico
L'onomastico si festeggia il 17 giugno.

## Persone
- Nerina Bertolini,  cestista italiana
- Nerina De Walderstein, partigiana italiana
- Nerina Dirindin, politica italiana
- Nerina Montagnani, attrice italiana
- Nerina Pallot, cantautrice britannica

## Il nome nelle arti
- Nerina è un personaggio del dramma pastorale Aminta di Torquato Tasso.
- Nerina è la donna cantata da Giacomo Leopardi nella lirica del 1829 Le ricordanze, figura ispirata da Teresa Fattorini o Maria Belardinelli, entrambe morte in età giovanile.